# 百吉海鰻
百吉海鰻，又稱褐海鰻，俗名虎鰻、海鰻。為輻鰭魚綱鰻鱺目海鰻科的其中一個種。

## 分布
本魚分布於印度西太平洋區，包括東非、馬達加斯加、印度、日本、韓國、中國沿海、台灣、菲律賓、印尼、越南、泰國、緬甸、馬來西亞、澳洲、帛琉、密克羅尼西亞、索羅門群島等海域。

## 特徵
本魚肛門在體之前半部。口大，延伸超過眼之後緣。鰓裂相當大。舌固定。側線存在。鋤骨齒數列，中列呈犬齒狀。肛門前之背鰭區域，共有66至78條鰭條。背鰭起點在鰓裂之前。脊椎骨數128至141。體長為體高之17.1倍，頭長之6倍；尾長為頭與軀幹之1.3倍；頭長為吻長之3.8倍；吻長為眼徑之2.9倍；頭長為眶間區之11.4倍；肛門前之側線35孔。體長可達200公分。

## 生態
本魚棲息在200公尺深以內海域之砂泥底。

## 經濟利用
量多，有漁業利用之價值，可製成魚罐頭。